# Francesco Dandolo

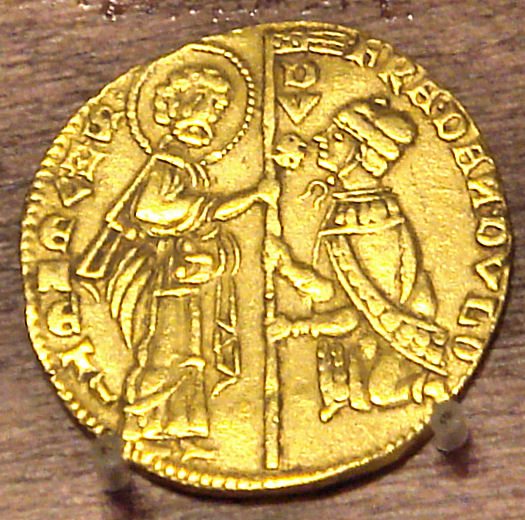
Unter „Fra ^{.} Dandvlo Dvx“ geprägter Dukaten mit der seit 1284 üblichen Darstellung des Dogen, kniend vor dem Evangelisten Markus

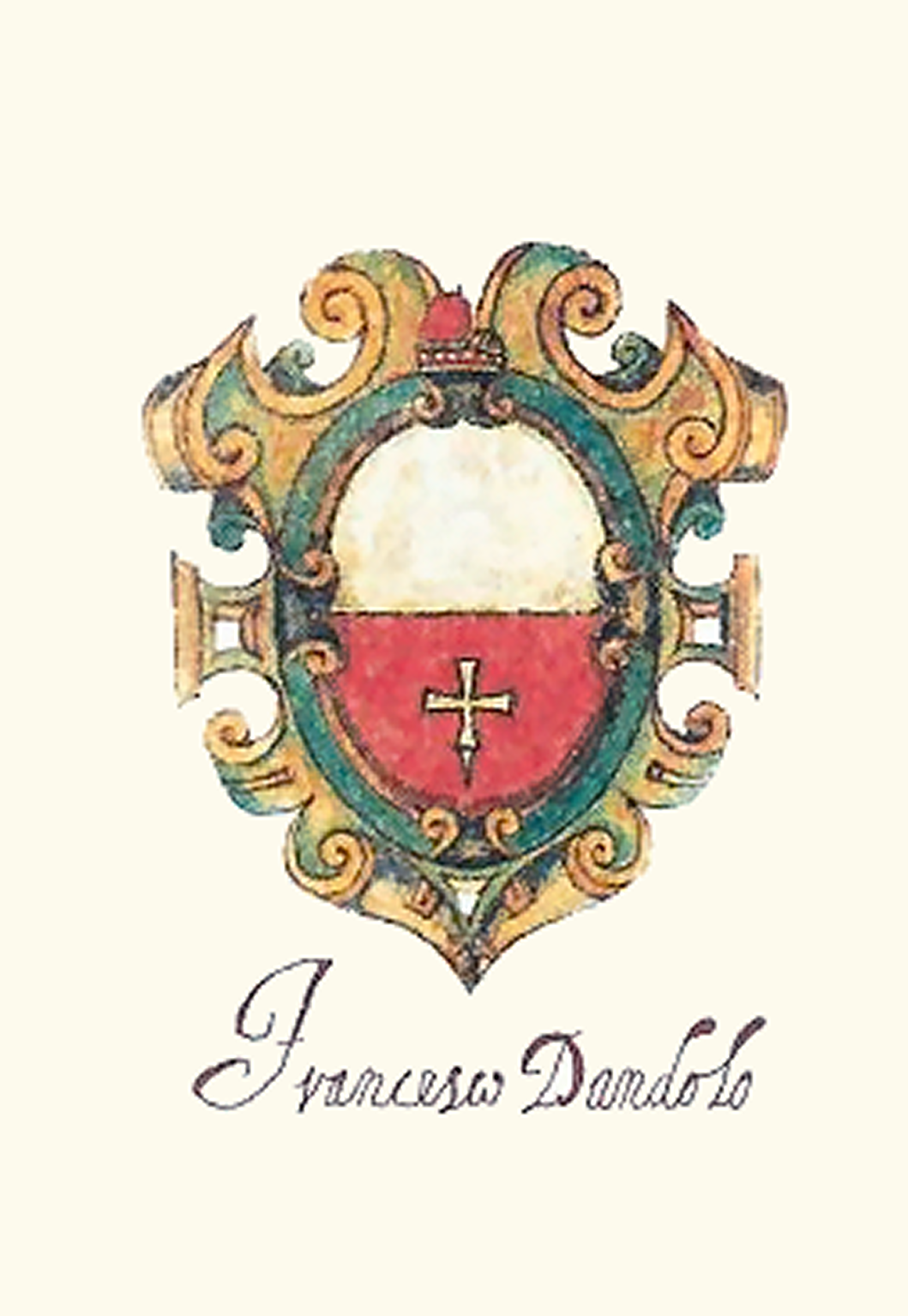
Wappen Francesco Dandolos entsprechend den Vorstellungen des frühen 17. Jahrhunderts

Francesco Dandolo (* um 1258; † 31. Oktober 1339 in Venedig) war, folgt man der staatlich gesteuerten Geschichtsschreibung der Republik Venedig, ihr 52. Doge. Er regierte vom 4. Januar 1329 bis zu seinem Tod.
Es waren vor allem seine Erfahrungen und Erfolge bei Verhandlungen mit den Päpsten, die ihm Anerkennung verschafften, weil sie den jahrelangen Krieg um Ferrara beendeten. Gleich zu Beginn seiner Herrschaft gelang es ihm zudem, die unter Teuerung leidende Stadt mit sizilianischem Weizen zu versorgen.
Mit ihm als Dogen begann Venedigs Politik einer Erweiterung seines Territoriums auf das Festland, die Terra ferma, und damit auf Reichsgebiet. Doch für geraume Zeit blieb es beim Erwerb von Treviso im Zuge des Kampfes gegen die Scaliger von Verona in den Jahren 1336 bis 1339.

## Familie
Die Familie Dandolo spielte in der Geschichte Venedigs vom 12. bis zum 15. Jahrhundert eine bedeutende Rolle. Urkundlich nachgewiesen ist sie seit dem 11. Jahrhundert, sie gehört aber nicht zu den so genannten alten Familien (case vecchie), das heißt zur Reihe der bis auf die Gründung des Dogats von Venetien zurückzuführenden Familien. Die Dandolo stellten insgesamt vier Dogen: außer Francesco die Dogen Giovanni Dandolo, Andrea und Enrico Dandolo. Zwei Frauen der Familie waren mit Dogen verheiratet, nämlich Giovanna Dandolo mit Pasquale Malipiero und Zilia Dandolo mit Lorenzo Priuli.
Wie alle großen Familien Venedigs, so verzweigten sich auch die Dandolo. Francesco Dandolo wurde in den Zweig von S. Luca geboren. Sein Vater war Giovanni, genannt Cane (Hund). Nur durch den Chronisten Gian Giacomo Caroldo erfahren wir Francesco Dandolos Geburtsjahr, denn dieser gibt an, Dandolo sei bei seiner Wahl zum Dogen 71 Jahre alt gewesen (f. 170r).
Francesco Dandolo war mit Elisabetta Contarini verheiratet, die ihm drei Töchter und einen Sohn schenkte. Marchesina heiratete einen Sanuto, Sofia wurde Ehefrau von Nicolò Gradenigo und Agneta ehelichte einen Falier. Gratone, der einzig legitime Sohn, starb schon vor dem Vater. Sein außerehelicher Sohn Zanino wurde zu seinem Haupterben.

## Leben

### Ämterlaufbahn

#### Bailò von Negroponte, Unterhändler, Mitglied der Quarantia

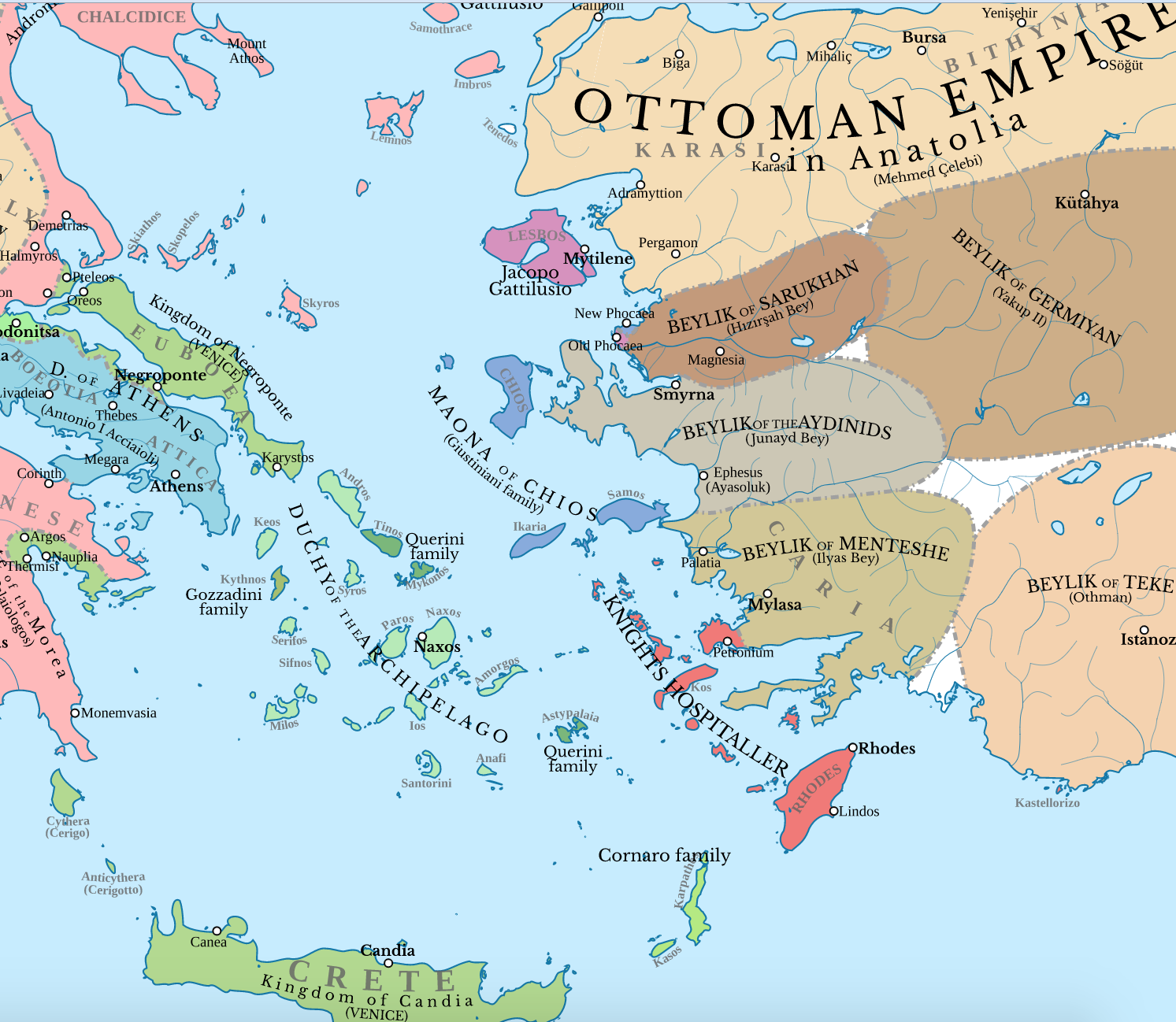
Die Ägäis im 14. Jahrhundert

Die Zeit vor seiner Wahl zum Dogen lässt sich bei Francesco Dandolo zum ersten Mal in der venezianischen Geschichte anhand von Quellen darstellen, die nicht erzählender Natur sind, wenn man von seiner Zeit als Gesandter am Papsthof in Avignon absieht. Eine gewisse Unsicherheit ergibt sich, wie so oft in Venedig, durch einen gleichnamigen Zeitgenossen. Dieser war ein Francesco Dandolo, Sohn eines Filippo, von dem nur gesichert ist, dass er 1328 als Schiedsrichter in einem Streit zwischen Venedig und Traù auftrat.
Von 1302 bis 1304 war Francesco Dandolo Bailò von Negroponte in der Ägäis. In dieser Funktion mit seinen richterlichen Befugnissen ging er gegen Giorgio Ghisi vor, der – wohl im Jahr 1302 – zusammen mit Belletto Giustinian und Bartolomeo Michiel den Byzantinern die Inseln Kea und Serifos geraubt hatte. Letztere beschuldigten den Ghisi, sie bei der Aufteilung der Beute betrogen zu haben. Daher wandten sie sich an Francesco Dandolo als Bailò. Dieser verurtellte Giorgio Ghisi.
1307 findet sich Francesco Dandolo als Mitglied der Quarantia in den Quellen, einer Art Obersten Gerichtshofs. Am 9. April 1309 schloss der mit Treviso einen Handelsvertrag.

#### Verhandlungen mit Philipp IV. und am päpstlichen Hof in Avignon, Ende der Exkommunikation (1309–1313)

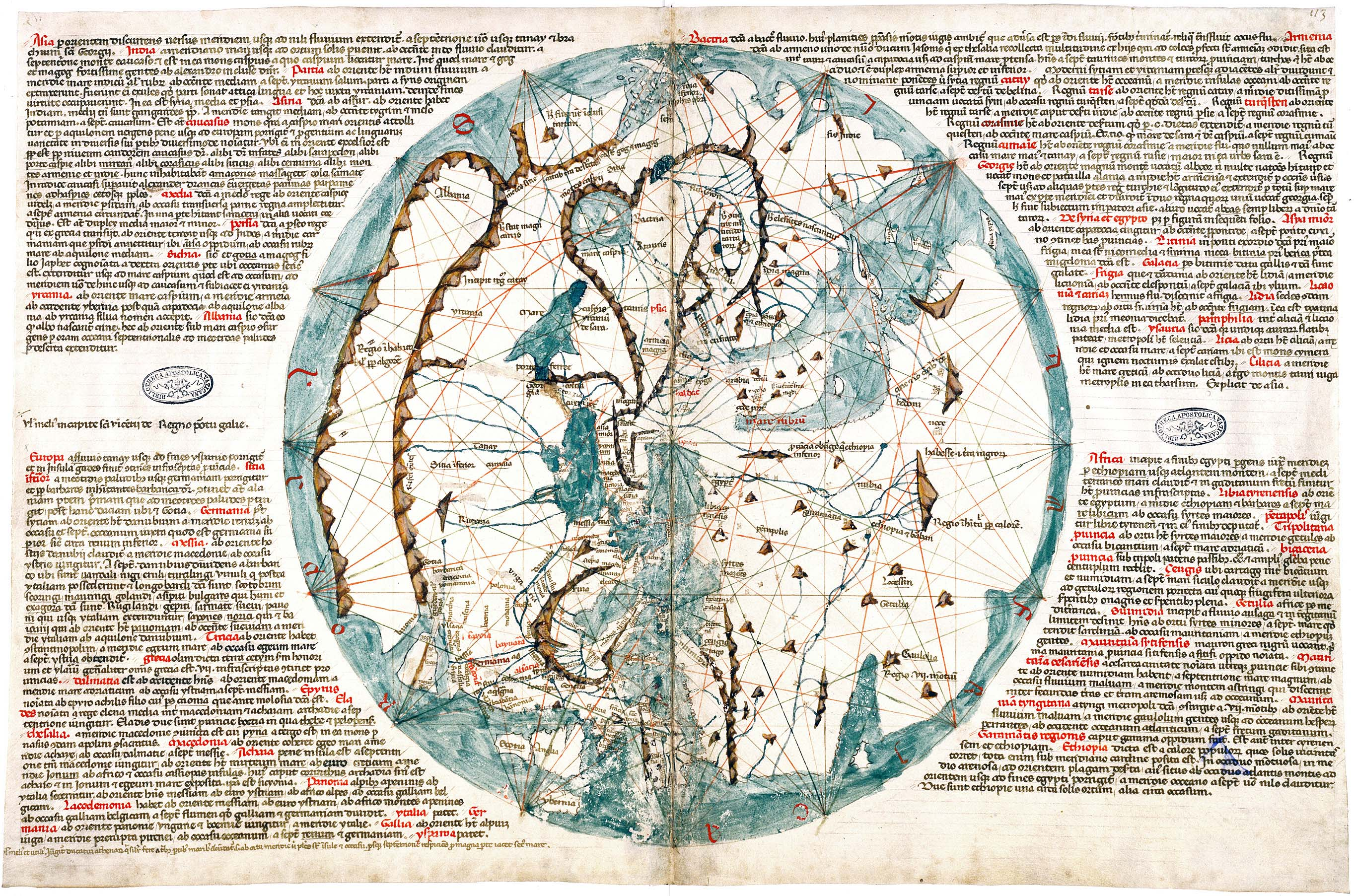
Weltkarte von 1320: Marino Sanudo: Liber secretorum fidelium Crucis, 1321 von ihm an den Vatikan geschickt (MS. Vat. Lat. 2972), wohl gezeichnet von Pietro Vesconte

Noch im September 1309 wurde er zusammen mit Carlo Quirini an den päpstlichen Hof in Avignon gesandt, um den Streit um Ferrara mit Papst Clemens V. beizulegen. 1308 war es um diese Stadt zum Krieg gekommen, der Papst hatte Venedig am 25. März 1309 exkommuniziert.
Auf ihrer Reise nach Avignon suchten die beiden Gesandten den französischen Hof auf und verhandelten dort mit König Philipp IV. Nur auf dessen Intervention empfing der Papst die venezianischen Gesandten überhaupt, denn bis dahin hatte er die vollständige Unterwerfung Venedigs gefordert. Anfang Oktober erreichten sie Avignon, doch noch im März 1310 hatten die eigentlichen Verhandlungen noch immer nicht begonnen. Clemens verlangte, dass die beiden Männer volle Verhandlungsfreiheit haben müssen. Der Doge Pietro Gradenigo und seine Räte räumten dies unter einmütiger Zustimmung des Großen Rates ein, der Generalversammlung der erwachsenen Männer aus den führenden Familien der Stadt. So verhandelten Dandolo und Quirini mit plena potestas mit den drei Kurienkardinälen Berengar von Tusculum, dem Priester Stefano von San Ciriaco alle Terme sowie Raimondo, Diakon von Santa Maria Nova. Über die schwierigen Verhandlungen, um die sich später sogar Legenden rankten, schickten die beiden Unterhändler am 15. Juni einen Bericht. Am 27. Juni 1310 erhielten die beiden eine Antwort des Kleinen Rates, in dem dieser sein Einverständnis zum Ausdruck brachte. Doch Venedig war nicht bereit einzulenken, und so zogen sich die Verhandlungen hin. 1311 wurde Quirini zurückbeordert und Dandolo verhandelte allein weiter, lieferte dabei eine Reihe von Berichten. Am 15. Juni 1310 erreichte er einen Waffenstillstand, der es den Venezianern gestattete, wieder Handel in Ferrara zu treiben. Venedig erklärte sich im Gegenzug bereit, in zwei Raten eine Geldsumme in Florentiner Goldmünzen nach Avignon zu liefern. Doch erst 1313 wurde der Streit endgültig beigelegt. Am 26. Januar dieses Jahres schrieb der Papst an den Dogen Giovanni Soranzo, dass Venedig wieder in die Kirche aufgenommen werde. Mit der päpstlichen Bulle Decet sedis vom 17. Februar 1313 wurde der Streit endgültig beendet.
Anfang Mai 1313 kehrte Dandolo nach Venedig zurück, wo ihm ein feierlicher Empfang bereitet wurde. Am 12. Mai präsentierte er vor dem gesamten Großen Rat den mit Avignon ausgehandelten Vertrag. Nach dem Genealogen Cappellari Vivaro wurde Dandolo in den Rang eines Prokuratoren von San Marco erhoben, doch gibt es dafür keine Belege.

#### Venedig, auf Istrien (ab 1314, um 1321), erneut Negroponte (1317–1319) und Zara (1321)
Im September 1314 hatte Francesco Dandolo die Aufgabe, ein Inventar der umfangreichen Schädigungen aufzustellen, die Venezianern in byzantinischen Gewässern durch Genuesen seit dem Frieden von 1299 zugefügt worden waren.

Die Grafschaft Görz um 1250

Am 15. Dezember 1314 war er bereits in Capodistria. Dort war er unter den Schiedsmännern, die über missbräuchlich durch den Grafen von Görz angeeignetes Land zu entscheiden hatten. Am 6. März 1317 war er wieder in Venedig, wo er mit Treviso verhandelte.
Am 17. August 1317 wurde er erneut zum Bailò von Negroponte gewählt, wo er zwischen dem 6. Dezember des Jahres und dem 3. März 1318 erschien. Er blieb bis Ende 1319. In Venedig verhandelte er gemeinsam mit Niccolò Zane und Marino Falier im Juni 1320 mit den Gesandten des Nikola Orsini.
Eine Urkunde vom März 1321 erweist, dass er zu dieser Zeit Podestà von Capodistria war; am 21. August wurde er zum Conte von Zara gewählt.
Mit Marino Falier, Niccolò Arimondo und Enrico Michiel führte er Verhandlungen mit dem Emissär des Patriarchen von Aquileia, Pagano della Torre (1319–1332), mit dem es am 8. Dezember 1321 zu einem Vertragsabschluss kam. Unter dem 2. April 1326 erscheint Dandolo unter den Kreditgebern für den Florentiner Andrea Pilestri und am 9. Mai unter den zehn Sapientes, die sachkundig über die Angelegenheiten Negropontes beraten sollten.

### Das Dogenamt

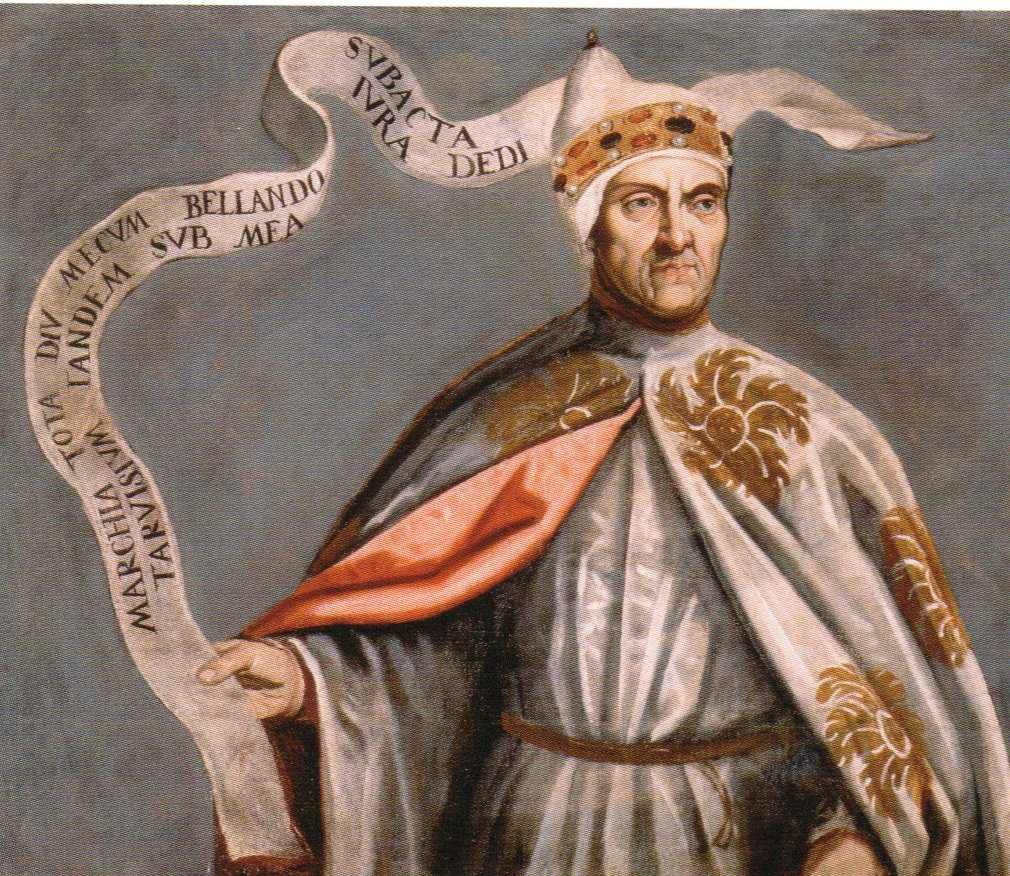
Domenico Tintoretto: Der Doge im Porträt im Dogenpalast, einer Darstellung des 16. Jahrhunderts; das Spruchband betont die Ausdehnung des Herrschaftsbereichs auf „Tarvisivm“ (Treviso)

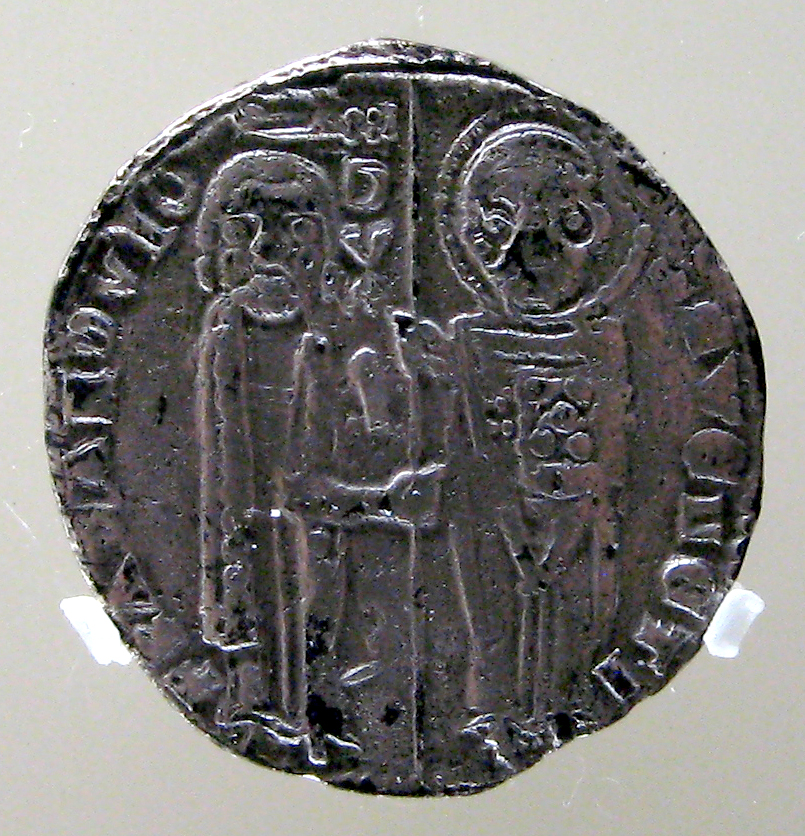
Unter Francesco Dandolo geprägter Silber-Grosso, Numismatisches Museum Athen

Am 4. Januar 1329 wurde Francesco Dandolo zum Dogen gewählt. Gleich zu Anfang musste er sich um die Einfuhr von Weizen in großen Mengen kümmern, denn es kam zu einer drastischen Teuerung. Er schickte Schiffe nach Sizilien und brachte Weizen von dort in die hungernde Stadt, was ihm großen Rückhalt eintrug.

#### Konflikt mit Aquileia (bis 1334), Kreuzzugsvorbereitungen bis zur Absage (1330–1336)
Zu einem ersten Konflikt kam es mit dem Patriarchen von Aquileia. Pola und Valle auf Istrien hatten die ihnen aufgezwungenen Statthalter des Patriarchen vertrieben und sich Venedig unterstellt. Im Januar 1334 trat Aquileia Pola und andere Städte gegen einen jährlichen Tribut an Venedig ab.

Die wichtigsten türkischen Herrschaften in Anatolien um 1330

Venedig wurde von Papst Johannes XXII. und Philipp VI. von Frankreich aufgefordert, an einem neuen Kreuzzug teilzunehmen. Die Vorbereitungen begannen 1330 und am 22. Juli 1332 nahm König Philipp das Kreuz. Er versuchte, den gesamten Okzident für das Unternehmen zu gewinnen. Schon am 18. November 1331 hatte er Venedig zur Teilnahme aufgerufen und forderte nun den Dogen auf, Gesandte an seinen Hof zu schicken. Zwar stellte Venedig einige Bedingungen auf, erklärte sich am 11. Mai 1332 aber bereit, Schiffe zu stellen.
Doch sieht man von Marino Sanudo dem Älteren ab, der sich für den Kriegszug begeisterte, so hielt man in Venedig doch eher Abstand. Dort hatte man bestenfalls ein Interesse daran, türkische Expansionsbemühungen einzudämmen. Unter diesem Gesichtspunkt schloss man eine auf fünf Jahre angelegte Liga mit Andronikos III., dem Kaiser von Byzanz, sowie mit den Johannitern von Rhodos. So wollte man am 6. September 1332 vertraglich 20 Galeeren für den Kampf gegen die Türken aufbieten. Am 2. November 1333 erklärte sich König Philipp auf Anfrage des Dogen bereit, ebenfalls Kriegsschiffe beizusteuern. Am 11. November kündigte dieser den Beginn des Kreuzzuges an und forderte erneut Unterhändler aus Venedig. Im März 1334 wurden die Einzelheiten festgelegt, der Aufbruch war für den Mai geplant. Doch der Tod des Papstes und die Spannungen zwischen Frankreich und England verzögerten den Kreuzzug, den Benedikt XII. schließlich 1336 absagte.

#### Scaligeri-Krieg (1336–1339), Besitz Trevisos

Maximale Ausdehnung des Gebietes der Scaligeri unter Mastino II. della Scala im Jahr 1336

Ungleich heftiger verliefen die Auseinandersetzungen mit Mastino della Scala, dem Herrn Veronas, der die Territorialpolitik seines 1329 gestorbenen Onkels Cangrande fortsetzte. Cangrande war 1336 Herr von Vicenza, Padua, Feltre, Belluno, Brescia, Lucca und einer Reihe kleinerer Kommunen. Venedig sah sich durch die Aneignung dieser Städte zwar bedroht, wurde aber erst tätig, als die Veronesen begannen, den Flusshandel zu kontrollieren, Salinen einzurichten und sie schließlich in Chioggia einen Handelsstützpunkt einrichten wollten. Außerdem boykottierte Mastino die venezianischen Güter auf dem oberitalienischen Festland. Doch erst mit der Einrichtung einer Abgabestelle in Ostiglia für die auf dem Po fahrenden Schiffe, dem Versuch, das venezianische Salzmonopol zu brechen, indem er in Peta de Bò nordwestlich von Chioggia eine Saline einrichtete, veranlasste Venedig, zu reagieren. Es erhöhte den Druck über seinen Handel, woraufhin Mastino die Versorgung Venedigs durch die festländischen Weizenbauern unterband. Venedig zögerte, sich auf dem Festland einzumischen und bot Verhandlungen an. Doch diese scheiterten an Mastino, der währenddessen ein Kastell bei Peta de Bò errichten ließ.
Nun reagierte man in der Lagunenstadt mit allen verfügbaren Mitteln. Am 21. Juni 1336 schloss Venedig ein Bündnis mit Florenz, dem sich die Signori von Mailand, Ferrara und Mantua am 10. März 1337 anschlossen, ebenso wie am 28. Juli 1337 Karl von Böhmen, der spätere Kaiser, und sein Bruder Johann Heinrich.
Der Condottiere – so bezeichnete man die Söldnerführer in Italien – Pietro de’ Rossi, den die Scaligeri aus Parma vertrieben hatten, wurde zum Kommandeur der florentinisch-venezianischen Armee ernannt. In einem feierlichen Akt erhielt er am 10. Oktober 1335 von Francesco Dandolo persönlich das Vexillum der Republik. Mit Hilfe Chioggias gelang zunächst die Eroberung des Kastells bei Peta de Bò, das am 22. November dem Erdboden gleichgemacht wurde. Am 3. August 1337 unterstellte sich auch Padua dem Condottiere Pietro de’ Rossi, wenig später erhoben sich Brescia und Bergamo und stellten sich auf die Seite der Visconti. Feltre und Belluno folgten Karl. Währenddessen wurde Lucca von den Truppen unter dem Kommando des Rolando de’ Rossi, des Bruders des bei der Belagerung von Monselice ums Leben gekommenen Pietro, bedroht. Mastino rief Kaiser Ludwig den Baiern als Vermittler um Hilfe, der jedoch die Partei des Dogen ergriff. Mastino musste um Frieden bitten. Congeliano erhielt 1337 einen Podestà aus Venedig, bald darauf unterwarf sich Mestre und am 23. Januar 1339 musste Mastino Treviso aufgeben.
Am 24. Januar 1339 wurde der Friedensvertrag in Venedig unterzeichnet. Venedig erhielt wieder Handelsfreiheit auf der Hauptverkehrsader, dem Po, wo keine Zölle mehr erhoben werden durften. Hinzu kamen Wiedergutmachungsleistungen und die Herausgabe von Treviso, Castelbaldo und Bassano. Die beiden letzteren überließ man Ubertino da Carrara, dem Signore von Padua. Am 14. Februar 1339 wurde der Friedensschluss mit einem Turnier auf dem Markusplatz gefeiert.
Mit Treviso erlangte Venedig zum ersten Mal ein größeres Territorium auf der Terraferma, dem oberitalienischen Festland. Die formale Unterstellung erfolgte erst 1344 unter dem Dogen Andrea Dandolo. Die Stadt sollte weder eine Kolonie werden, wie sie in Griechenland entstanden waren, noch ein bloßer Handelsstützpunkt. Dorthin wurde stattdessen ein Podestà berufen, den jedoch ein Rector – immer ein Venezianer – kontrollieren sollte. Hinzu kam ein 300 Männer umfassendes Ratsgremium. Es wurde also das Regierungssystem, das in Venedig entwickelt worden war, nach Treviso übertragen und an die dortigen Verhältnisse angepasst. Ansonsten ließ Venedig die lokalen Strukturen so weit wie möglich bestehen, was später auch in anderen seiner Herrschaftsgebiete gängige Praxis wurde. Doch noch 1343 stellte eine Kommission fest, dass die Kriegsschäden in Treviso noch immer nicht beseitigt waren, dass Arbeitskräfte fehlten, und den Bauern das Geld, um die „necessaria ad colturam“ zu erwerben. Die Kommission schlug u. a. vor, ansiedlungswillige Bauern von allen Diensten und Abgaben auf fünf Jahre zu befreien.

#### Testament, Tod
Dandolos Testament wurde fünf Tage vor seinem Tod aufgesetzt; er starb am 31. Oktober 1339. Er hinterließ seine Witwe Elisabetta Contarini und drei Kinder sowie einen unehelichen Sohn. Diesem, Zanino, vermachte er fast seinen gesamten Besitz, darunter den Familienpalast im Sestiere San Polo und umfangreiche Güter im Ferrarese. Seine Frau sollte als Testamentsvollstreckerin fungieren, ebenso wie sein Neffe (der Sohn seiner Schwester) Andrea Michiel, sowie eines weiteren Verwandten namens Nicolò Contarini. Das Inventar seiner Besitztümer datiert vom 11. August 1341; es enthält auch zwanzig Manuskripte.

## Beisetzung, Grabmal

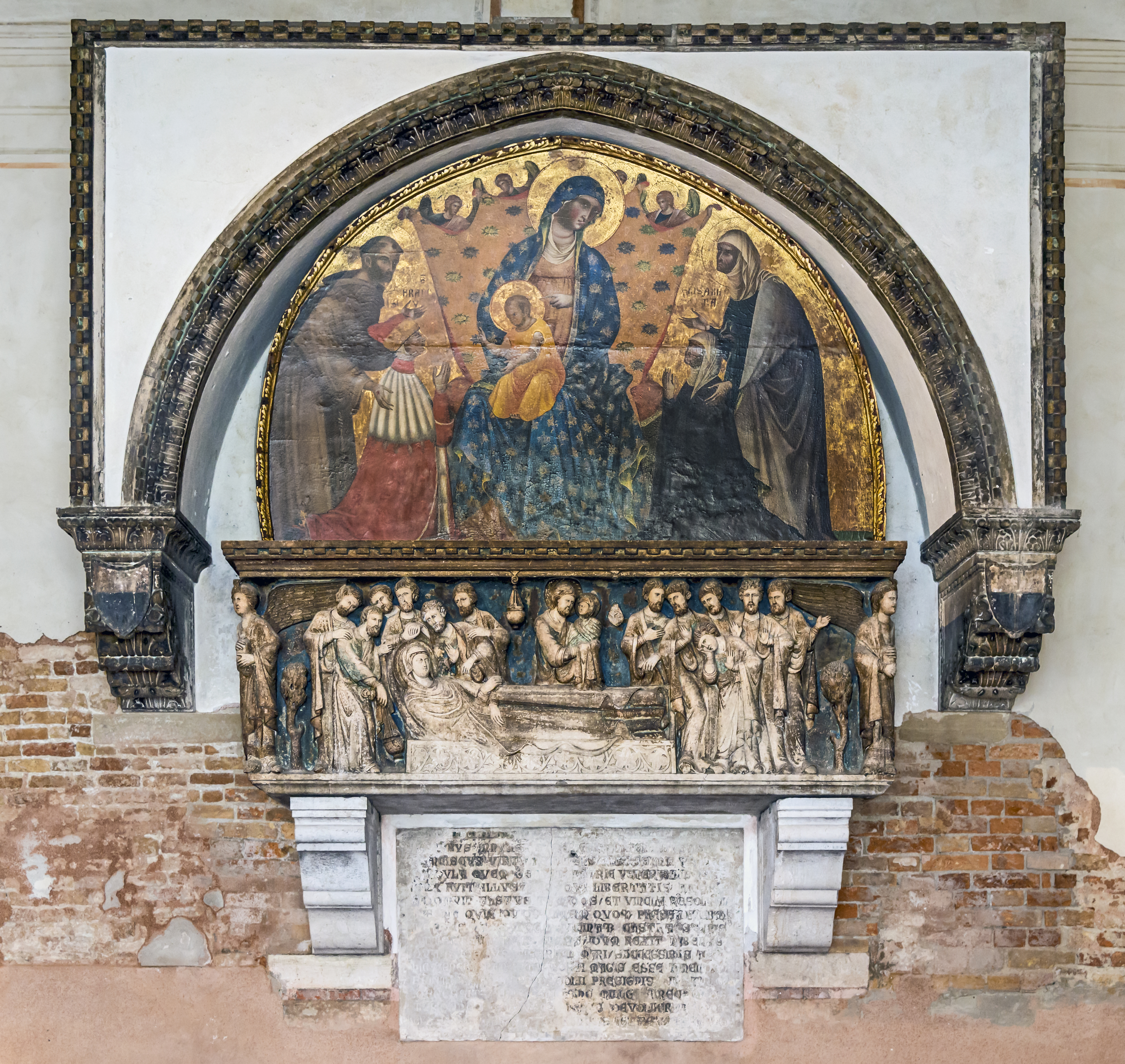
Darstellung auf dem Grabmal, das den Dogen Francesco Dandolo zu Füßen der Madonna und Jesu darstellt. Sie befindet sich im Kapitelsaal der Frarikirche und wurde 1339 von Paolo Veneziano geschaffen.

Er selbst wollte in der Frari-Kirche beigesetzt werden, deren Wohltäter er war. Dort sollte sein Grabmal im Kapitelsaal entstehen.
In ihrem Testament verfügte Elisabetta 1348, dem Wunsch ihres Gatten folgend, dass sie tatsächlich gleichfalls dort beigesetzt werden sollte. Als dieses Grab jedoch am 27. Mai 1818 geöffnet wurde, befanden sich ihre sterblichen Überreste nicht im Grab.

### Rechtsetzende Quellen
- Staatsarchiv Venedig, Frari, reg. 1, c. 3, 4, 16.
- Staatsarchiv Venedig, Procuratori di S. Marco, Atti Misti, busta 173, fascicolo 6 (commissaria del Dandolo).
- Antonio Stefano Minotto (Hrsg.): Documenta ad Bellunum Cenetam Feltria Tarvisium spectantia, I, Continens docc. usque ad a. MCCCXXIII, Cecchini, Venedig 1870, S. 102 (9. April 1309), 130 (6. März 1317). (Digitalisat, S. 102 f.)

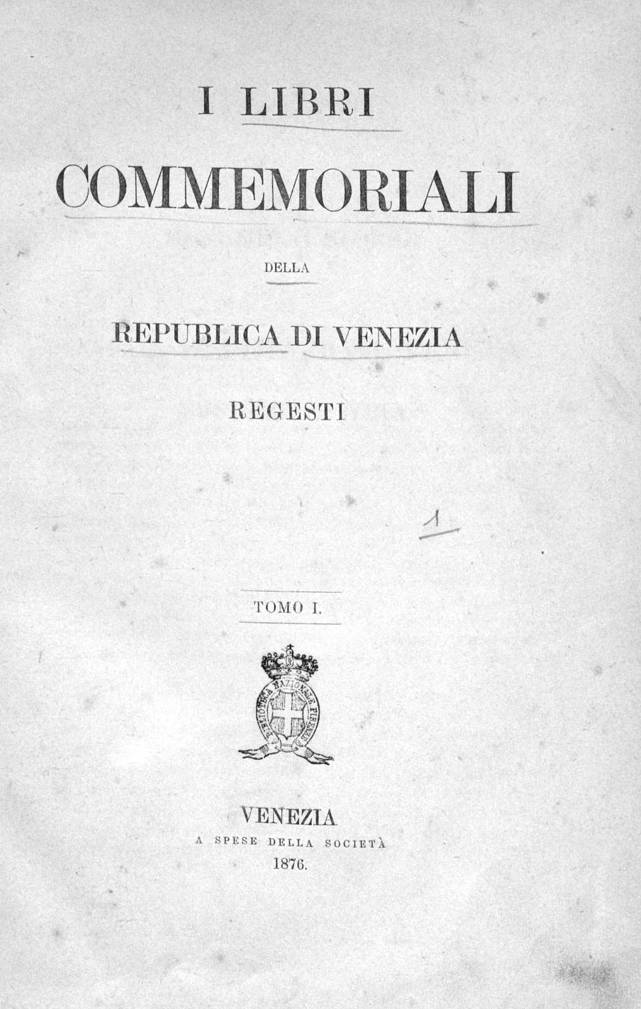
Riccardo Predelli (Hrsg.): I libri commemoriali della Repubblica di Venezia. Regesti, Band 1, herausgegeben 1876

- Riccardo Predelli (Hrsg.): I libri commemoriali della Repubblica di Venezia. Regesti, Bd. I, Venedig 1876, l. VIII, n. l. 1, n. 148, 225, 316, 634, 669; l. 2, n. 106, 110, 164, 182, 222, 271, 292, 309; Bd. II, Venedig 1878, l. 3, n. 154–454. (Digitalisat)
- Roberto Cessi, Paolo Sambin (Hrsg.): Le deliberazioni del Consiglio dei Rogati (Senato), "Serie Mixtorum", Bd. I, Venedig 1960, S. 195 (V, n. 212), 199 (V, n. 258), 230 (VI, n. 113).
- Georg Martin Thomas: Diplomatarium Veneto-Levantinum sive Acta et Diplomata Res Venetas Graecas atque Levantis illustrantia, 2 Bde., Venedig 1880/1899, Nachdruck New York 1966, Bd. I, Venedig 1880, n. 108–128.
- Antichi testamenti tratti dagli archivi della Congregazione di Carità di Venezia, s. 7, Venedig 1888, S. 9–16.

### Erzählende Quellen
- Ester Pastorello (Hrsg.): Andreae Danduli ducis Venetiarum Chronica brevis (=Rerum Italicarum Scriptores XII,1), Nicola Zanichelli, Bologna 1938–1958, S. 371 f.
- Roberto Cessi, Fanny Bennato (Hrsg.): Venetiarum historia vulgo Petro Iustiniano Iustiniani filio adiudicata, Venedig 1964, S. 216–223.
- Roberto Pesce (Hrsg.): Cronica di Venexia detta di Enrico Dandolo. Origini - 1362, Centro di Studi Medievali e Rinascimentali «Emmanuele Antonio Cicogna», Venedig 2010, S. 117–120.
- Marin Sanuto. Vitae ducum Venetorum, in: Lodovico Antonio Muratori, Rerum Italicarum Scriptores, XXII, Mailand 1733, Sp. 600–606.
- Biblioteca Marciana, Ms. It., cl. VII, 128a (= 8639): Gian Giacomo Caroldo, Historia di Venetia, f. 170r–188r.
- Biblioteca Marciana, Mss. It., cl. VII, 16 (= 8305): Girolamo Alessandro Cappellari Vivaro, Il Campidoglio veneto, II, f. 4v–5r.
- Luigi Simeoni (Hrsg.): Jacopo Piacentino, Cronaca della guerra veneto-scaligera, Venedig 1931, passim.
- Giovanni Soranzo: La guerra fra Venezia e la S. Sede per il dominio di Ferrara (1308-1313), Città di Castello 1905, n. 20, S. 170–174.